# Afrikanska mästerskapet i beachvolley för damer
Afrikanska mästerskapet i beachvolley för damer som organiseras av CAVB (Afrikas volleybollförbund) sedan 2017.

## Upplagor
| Upplaga              | Upplaga | Podium                                         | Podium                                    | Podium                                                 |
| Säsong               | Värd    | Mästare                                        | Tvåa                                      | Trea                                                   |
| -------------------- | ------- | ---------------------------------------------- | ----------------------------------------- | ------------------------------------------------------ |
| 2017 mer information | Maputo  | Rwanda                                         | Egypten                                   | Kenya                                                  |
| 2019 mer information | Abuja   | Egypten · Doaa Elghobashy · Farida El Askalany | Marocko · Liza Bonne · Nathalie Létendrie | Rwanda · Charlotte Nzayisenga · Benitha Mukandayisenga |
| 2021 mer information | Agadir  | Marocko · Imane Zeroual · Nora Darrhar         | Marocko · Mahassine Siad · Imane Yakki    | Moçambique · Vanessa Muianga · Ana Sinaportar          |